# Cristián Cuevas Jara
Cristián Alejandro Cuevas Jara (Rancagua, Chile, 2 de abril de 1995) es un futbolista profesional chileno que se desempeña como lateral o volante por la banda izquierda y actualmente milita en Universidad Católica  de la Primera División de Chile.

## Trayectoria

### O'Higgins
Cuevas fue formado en el club rancagüino, fue enviado al primer equipo por el técnico Ivo Basay en 2011. Debutó en Primera División en un partido válido por la decimoquinta fecha del Torneo Apertura 2011, ingresando al minuto 86' en la derrota como visitante de O'Higgins ante Colo-Colo por cinco goles a uno.
Para el Torneo Transición 2013, Cuevas es parte del primer equipo de O'Higgins y a partir de la fecha 11 se afianza en la titularidad del equipo jugando de lateral izquierdo, una posición nueva para él.

### Chelsea
Tras el Sudamericano Sub-20 realizado en Argentina, Chelsea hace una oferta formal por Cuevas por 2,6 millones de dólares. Esta oferta se confirmó el día 9 de febrero y el jugador rancagüino se fue al club inglés en junio del año 2013, para luego ser cedido al Vitesse de Holanda equipo que juega en la Eredivisie, la primera división de Holanda.

### SBV Vitesse
Debutó por las reservas de Vitesse, el "Jong Vitesse", el 16 de septiembre de 2013, arrancando de titular y jugando todo el partido en la derrota por 4-2 ante el equipo reserva del ADO Den Haag.
Tras jugar solamente por el equipo reserva del SBV Vitesse y no haber debutado en el primer equipo, el Chelsea lo manda a préstamo al FC Eindhoven,  equipo que juega en la Eerste Divisie, la segunda división holandesa.

### FC Eindhoven
Debutó con el Eindhoven el 7 de febrero de 2014, entrando al inicio del segundo tiempo en la derrota por 2-1 ante el Almere City. Convirtió su primer gol el 28 de marzo de 2014, anotando el tercer gol en el triunfo por 4-0 ante el Sparta Rotterdam.
Al finalizar la temporada 2013-14 Cuevas disputó 15 partidos y convirtió 1 gol por el FC Eindhoven.

### Universidad de Chile
Luego de su cesión al FC Eindhoven, el Club Universidad de Chile logra un préstamo para incorporarlo a sus filas en junio de 2014. Debutó por la U el 30 de julio de 2014 por la Copa Chile 2014-15, haciéndolo de titular en el triunfo por 5-1 ante Santiago Morning. Posteriormente se proclamaría campeón del fútbol chileno, tras ganar con la U el Torneo Apertura, aunque Cuevas no jugó ningún partido del campeonato.

### Sint-Truidense
El 10 de agosto de 2015, volvió a partir a préstamo por toda la temporada. En este caso su destino fue el Sint-Truidense de la Primera División de Bélgica. Cuevas hizo su debut el 16 de agosto en una derrota 1-0 ante el K. A. A. Gante al ingresar en el minuto 62 en lugar de Yannis Mbombo. El 21 de noviembre marcó su primer gol ante el Waasland-Beveren en una derrota 2-1 como visitante.
El 31 de agosto de 2016 se confirmó la renovación de su préstamo por una temporada más.

### Twente
El 31 de agosto de 2017, se unió al FC Twente a título definitivo tras 4 años de contrato con el Chelsea FC.

### FK Austria Viena
El 24 de julio de 2018, se une al FK Austria Viena.

## Selección nacional

### Categorías menores
2013
Con tan sólo 17 años, formó parte de la selección chilena sub-20 que disputó el Sudamericano de 2013. Durante el certamen, fue titular en ocho encuentros, ausentándose únicamente del duelo ante Paraguay, válido por la Fecha 4 del Grupo A, debido a que se encontraba suspendido tras haber sido expulsado frente a Colombia en la fecha anterior. Convirtió su primer gol en la competición, y el segundo de Chile aquella tarde, el 11 de enero frente a Bolivia a lo 99 minutos de partido, para sentenciar el marcador 2 a 0 y dejar a su país en una posición privilegiada en la tabla de posiciones. En la siguiente fecha, convirtió un asombroso gol frente a Colombia, abriendo el marcador a los 8' de juego en la victoria chilena 2-1. En el hexagonal final, fue inamovible por la banda zurda, siendo pieza clave para la clasificación chilena a la Copa Mundial Sub-20 de Turquía.
El 2 de junio de 2013, fue incluido en la nómina definitiva de 21 jugadores elegidos por Mario Salas, entrenador de la selección chilena sub-20, para disputar la Copa Mundial Sub-20 de 2013 durante los meses de junio y julio, certamen donde jugó cuatro partidos, tres de ellos como titular, y fue expulsado en la primera fecha contra Egipto a los 80' de juego. Finalmente, Chile alcanzó los cuartos de final, siendo eliminado en dicha instancia tras ser derrotado 4 a 3 ante Ghana en un dramático partido que sólo se definió en el alargue.
2015
En enero de 2015, el entonces técnico de la selección chilena Sub-20, Hugo Tocalli, incluyó al volante en la nómina de 23 jugadores que viajaron a Uruguay para disputar el Sudamericano Sub-20 de 2015, certamen en el cual disputó tres partidos, sumando 270 minutos en cancha y dos goles. Finalmente, Chile fue eliminado en primera fase, tras tres derrotas y sólo un triunfo, ubicándose en el último lugar del Grupo B del torneo. Con esta participación, sumó su segundo Sudamericano Sub-20 consecutivo, tras formar parte del combinado chileno en la edición 2013 disputada en Argentina, jugando incluso la Copa Mundial Sub-20 de Turquía durante el mismo año.
En mayo de 2014, fue incluido en la nómina de 20 jugadores entregada por el director técnico Claudio Vivas para representar a Chile en el Torneo Esperanzas de Toulon de 2014, categoría sub-21, a disputarse entre el 21 de mayo y el 1 de junio. En dicho certamen, estuvo presente en cuatro partidos, siendo titular en dos de ellos. Lamentablemente, su selección fue eliminada en primera fase, tras sumar apenas dos puntos en los cuatro encuentros que disputó.

#### Participaciones en Campeonatos Sudamericanos
| Torneo                      | Sede      | Resultado    | Partidos | Goles |
| --------------------------- | --------- | ------------ | -------- | ----- |
| Sudamericano Sub-20 2013    | Argentina | 4.º lugar    | 8        | 2     |
| Sudamericano Sub-20 de 2015 | Uruguay   | Primera fase | 3        | 2     |

#### Participaciones en Copas del Mundo
| Competencia                 | Sede    | Resultado        | PJ | Goles |
| --------------------------- | ------- | ---------------- | -- | ----- |
| Copa Mundial Sub-20 de 2013 | Turquía | Cuartos de final | 4  | 0     |

#### Participaciones en Torneo Esperanzas de Toulon
| Torneo                              | Sede    | Resultado    | Partidos | Goles |
| ----------------------------------- | ------- | ------------ | -------- | ----- |
| Torneo Esperanzas de Toulon de 2014 | Francia | Primera fase | 4        | 0     |

### Selección absoluta
En abril de 2013, siendo jugador de O'Higgins, recibió su primera convocatoria a la selección chilena adulta de la mano de Jorge Sampaoli. En aquella oportunidad, Chile enfrentó a Brasil en un duelo amistoso disputado en el Estadio Mineirão de Belo Horizonte que terminó en igualdad 2 a 2 y en donde Cuevas se mantuvo en el banco de suplentes.
Finalmente el 8 de junio de 2018 debutó en la Selección adulta bajó la dirección técnica de Reinaldo Rueda en el empate 2-2 frente a Polonia en el INEA Stadion de Poznan con 23 años y 2 meses, ingresando al minuto 87' por Nicolás Castillo, sumando sus primeros minutos con "La Roja".
En diciembre de 2016, fue nominado por Juan Antonio Pizzi para disputar la China Cup 2017 durante el mes de enero. Chile terminó llevándose el título en aquel certamen, ganándole la final a Islandia por 1 a 0 con gol de Ángelo Sagal. Sin embargo, el jugador no sumó minutos en el torneo ni tampoco pudo debutar en la selección adulta.

#### Participaciones en China Cup
| Copa           | Sede  | Resultado | Partidos | Goles |
| -------------- | ----- | --------- | -------- | ----- |
| China Cup 2017 | China | Campeón   | 0        | 0     |

### Partidos internacionales
Actualizado hasta el 8 de febrero de 2025.
| Partidos internacionales | Partidos internacionales | Partidos internacionales          | Partidos internacionales | Partidos internacionales | Partidos internacionales | Partidos internacionales | Partidos internacionales |
| N.º                      | Fecha                    | Estadio                           | Local                    | Resultado                | Visitante                | Goles                    | Asistencias              |
| ------------------------ | ------------------------ | --------------------------------- | ------------------------ | ------------------------ | ------------------------ | ------------------------ | ------------------------ |
| 1                        | 8 de junio de 2018       | INEA Stadion, Poznań, Polonia     | Polonia                  | 2-2                      | Chile                    |                          | Amistoso                 |
| 2                        | 8 de febrero de 2025     | Estadio Nacional, Santiago, Chile | Chile                    | 6-1                      | Panamá                   |                          | Amistoso                 |
| Total                    | Total                    | Total                             | Presencias               | 2                        | Goles                    | 0                        |                          |

| Selección chilena | Selección chilena | Selección chilena |
| Año               | Partidos          | Goles             |
| ----------------- | ----------------- | ----------------- |
| 2018              | 1                 | 0                 |
| 2025              | 1                 | 0                 |
| Total             | 2                 | 0                 |

## Estadísticas
| Club                         | Div           | Temporada     | Liga  | Liga  | Copas nacionales | Copas nacionales | Torneos internacionales | Torneos internacionales | Total | Total |
| Club                         | Div           | Temporada     | Part. | Goles | Part.            | Goles            | Part.                   | Goles                   | Part. | Goles |
| ---------------------------- | ------------- | ------------- | ----- | ----- | ---------------- | ---------------- | ----------------------- | ----------------------- | ----- | ----- |
| O'Higgins · Chile            | 1.ª           | 2011          | 1     | 0     | 3                | 0                | —                       | —                       | 4     | 0     |
| O'Higgins · Chile            | 1.ª           | 2012          | 2     | 0     | —                | —                | —                       | —                       | 2     | 0     |
| O'Higgins · Chile            | 1.ª           | 2013          | 7     | 0     | —                | —                | —                       | —                       | 7     | 0     |
| O'Higgins · Chile            | Total club    | Total club    | 10    | 0     | 3                | 0                | 0                       | 0                       | 13    | 0     |
| SBV Vitesse · Países Bajos   | 1.ª           | 2013-14       | —     | —     | —                | —                | —                       | —                       | 0     | 0     |
| SBV Vitesse · Países Bajos   | Total club    | Total club    | 0     | 0     | 0                | 0                | 0                       | 0                       | 0     | 0     |
| FC Eindhoven · Países Bajos  | 2.ª           | 2013-14       | 13    | 1     | 2                | 0                | —                       | —                       | 15    | 1     |
| FC Eindhoven · Países Bajos  | Total club    | Total club    | 13    | 1     | 2                | 0                | 0                       | 0                       | 15    | 1     |
| Universidad de Chile · Chile | 1.ª           | 2014-15       | 4     | 0     | 2                | 0                | —                       | —                       | 6     | 0     |
| Universidad de Chile · Chile | Total club    | Total club    | 4     | 0     | 2                | 0                | 0                       | 0                       | 6     | 0     |
| Sint-Truidense · Bélgica     | 1.ª           | 2015-16       | 28    | 1     | 1                | 0                | —                       | —                       | 29    | 1     |
| Sint-Truidense · Bélgica     | 1.ª           | 2016-17       | 20    | 0     | 1                | 0                | —                       | —                       | 21    | 0     |
| Sint-Truidense · Bélgica     | Total club    | Total club    | 48    | 1     | 2                | 0                | 0                       | 0                       | 50    | 1     |
| Huachipato · Chile           | 1.ª           | 2017          | —     | —     | —                | —                | —                       | —                       | 0     | 0     |
| FC Twente · Países Bajos     | 1.ª           | 2017-18       | 24    | 0     | 4                | 0                | —                       | —                       | 28    | 0     |
| FC Twente · Países Bajos     | Total club    | Total club    | 24    | 0     | 4                | 0                | 0                       | 0                       | 28    | 0     |
| Austria Viena · Austria      | 1.ª           | 2018-19       | 18    | 0     | 1                | 0                | —                       | —                       | 19    | 0     |
| Austria Viena · Austria      | Total club    | Total club    | 18    | 0     | 1                | 0                | 0                       | 0                       | 19    | 0     |
| Huachipato · Chile           | 1.ª           | 2019          | 3     | 0     | —                | —                | —                       | —                       | 3     | 0     |
| Huachipato · Chile           | 1.ª           | 2020          | 28    | 1     | —                | —                | 4                       | 0                       | 32    | 1     |
| Huachipato · Chile           | 1.ª           | 2021          | 26    | 0     | 5                | 0                | 8                       | 0                       | 39    | 0     |
| Huachipato · Chile           | Total club    | Total club    | 57    | 1     | 5                | 0                | 12                      | 0                       | 74    | 1     |
| Universidad Católica · Chile | 1.ª           | 2022          | 10    | 0     | 2                | 0                | 7                       | 0                       | 19    | 0     |
| Universidad Católica · Chile | 1.ª           | 2023          | 28    | 2     | 5                | 0                | 1                       | 0                       | 34    | 2     |
| Universidad Católica · Chile | 1.ª           | 2024          | 27    | 1     | 3                | 0                | 1                       | 0                       | 31    | 1     |
| Universidad Católica · Chile | 1.ª           | 2025          | 13    | 2     | 6                | 0                | 1                       | 0                       | 20    | 0     |
| Universidad Católica · Chile | Total club    | Total club    | 78    | 5     | 16               | 0                | 10                      | 0                       | 104   | 5     |
| Total carrera                | Total carrera | Total carrera | 252   | 6     | 35               | 0                | 22                      | 0                       | 309   | 8     |
| 1. 2. 3.                     |               |               |       |       |                  |                  |                         |                         |       |       |

## Palmarés

### Campeonatos nacionales
| Título           | Equipo               | País  | Año    |
| ---------------- | -------------------- | ----- | ------ |
| Primera División | Universidad de Chile | Chile | 2014-A |

### Campeonatos internacionales
| Título    | Equipo             | Sede  | Año  |
| --------- | ------------------ | ----- | ---- |
| China Cup | Selección de Chile | China | 2017 |